# 愛情の花咲く樹 (小説)
『愛情の花咲く樹』（あいじょうのはなさくき、原題：Raintree County）は、ロス・ロックリッジ・ジュニアが1948年に発表した小説。南北戦争を舞台としている。
1957年にはMGMによりモンゴメリー・クリフト、エリザベス・テイラー主演で映画化された（愛情の花咲く樹 (映画) を参照）。

## 日本語版
- 『愛情の花咲く樹』大久保康雄訳（潮書房、1958年）

| スタブアイコン | サブスタブ | この項目は、まだ閲覧者の調べものの参照としては役立たない、文学に関連した書きかけの項目です。この項目を加筆・訂正などしてくださる協力者を求めています（P:文学、PJ:ライトノベル）。項目が小説家・作家の場合には{Writer-substub}を、文学作品以外の本・雑誌の場合には{Book-substub}を貼り付けてください。 |